# Kämszat Dönenbajewa
Kämszat Bajgazykyzy Dönenbajewa (kaz. Кәмшат Байғазықызы Дөненбаева; ros. Камшат Байгазиновна Доненбаева, ur. 15 września 1943 we wsi Leninskoje w obwodzie kustanajskim, zm. 9 listopada 2017 w Kustanaj) – radziecka i kazachska traktorzystka, Bohater Pracy Socjalistycznej (1975).

## Życiorys
Od 1957 pracowała przy elewatorze, w 1961 ukończyła kursy mechanizatorskie i została traktorzystką w nowo powstałym sowchozie "Charkowski", na którym w 1962 zaorała 1018 hektarów zamiast planowanych 720. Zaocznie ukończyła technikum rolnicze w Kustanaju, w 1972 zajęła pierwsze miejsce w obwodowym konkursie kobiet-mechanizatorów, a w republikańskim konkursie – trzecie miejsce, a na wszechzwiązkowym konkursie w Ziernogradzie w obwodzie rostowskim w 1973 – nagrodzone miejsce. W 1973 została członkiem KPZR, w latach 1980–1985 była zastępcą przewodniczącego Rady Narodowości Rady Najwyższej ZSRR. W latach 1990–1993 pracowała jako inżynier ds. techniki bezpieczeństwa, od 1993 kierowała gospodarstwem rolnym. Była deputowaną do Rady Najwyższej ZSRR od IX do XI kadencji (1974–1989) i członkiem Centralnej Komisji Rewizyjnej KPZR od 23 lutego 1981 do 25 lutego 1986.

## Odznaczenia
- Medal Sierp i Młot Bohatera Pracy Socjalistycznej (10 lutego 1975)
- Order Lenina (dwukrotnie)
- Order „Znak Honoru”

I medale.